# ادایچاکال
ادایچاکال (به لاتین: Adaichakal) در سری‌لانکا است که در استان شمالی (سری‌لانکا) واقع شده‌است.

## خصوصیات
ادایچاکال ۱۰۹ متر بالاتر از سطح دریا واقع شده‌است.